# Atomix

Заставка игры в MS-DOS

Atomix (рус. Атомикс) — компьютерная игра-головоломка, разработанная Гюнтером Кремером (известным также под псевдонимом «SoftTouch») и изданная компанией Thalion Software в 1990 году на платформах Amiga, MS-DOS и Atari ST. В последующем игра была портирована на Commodore 64.
Игра представляет собой пошаговую головоломку, в которой нужно из разобщенных атомов составлять единую заданную молекулу по определённым правилам игровой механики.
Ряд обзоров в игровой прессе сошлись в том, что игра увлекательна, в неё стоит играть и у Atomix есть образовательный потенциал. Также была отмечена низкая реиграбельность.

## Игровой процесс
Игровое поле в Atomix двумерное и замкнутое в виде прямоугольной сетки клеток, в которых могут находиться атомы разного типа (один атом занимает одну клетку), пустые клетки и стены. Игрок может  передвигать атомы вертикально или горизонтально, но при этом атом двигается по прямой до тех пор, пока не достигнет какого-либо препятствия на своём пути — другого атома или стены. Целью каждого уровня является расположение атомов друг относительно друга таким образом, чтобы получилось молекула по указанному образцу. На решение задачи отводится ограниченное количество времени. В игре 30 уровней (и 5 бонусных), располагающихся в порядке от простых к более сложным. Бонусные предлагается проходить после каждых пяти обычных. При этом на бонусных проиграть невозможно, но можно заработать очки. Сами же очки можно использовать, например, покупать на них новые попытки.
Головоломки построены таким образом, что ходы желательно просчитывать заранее, так как неверное перемещение атомов может свести на нет возможность прохождения уровня.
Игра имеет три уровня сложности. Имеется режим совместной игры, во время которого двое игроков используют по очереди по 30 секунд игрового времени. Время на каждом уровне ограничено, а в случае более быстрого прохождения игрок получает большее количество очков.

## Выпуск
Изначально игра была выпущена в мае 1990 года на платформах Amiga, Atari ST и MS-DOS, а о планах других версий не объявлялось. В октябре Atomix был выпущен для Commodore 64. Было объявлено о планах создания версии на ZX Spectrum и её распространением компанией U.S. Gold, но данный выпуск так и не состоялся.
В 1991 году игра вышла в составе сборника Two Full Games совместно с игрой Puffy's Saga.

## Оценки
| Иноязычные издания                 | Иноязычные издания | Иноязычные издания | Иноязычные издания | Иноязычные издания |
| Издание                            | Оценка             | Оценка             | Оценка             | Оценка             |
| Издание                            | Amiga              | Atari ST           | Commodore 64       | DOS                |
| ---------------------------------- | ------------------ | ------------------ | ------------------ | ------------------ |
| ACE                                | 680                | 815                |                    |                    |
| Amiga Action                       | 66 %               |                    |                    |                    |
| Amiga Computing                    | 81 %               |                    |                    |                    |
| Amiga Format                       | 61 %               |                    |                    |                    |
| Amiga Joker                        | 79 %               |                    |                    |                    |
| Commodore Format                   |                    |                    | 78 %               |                    |
| Commodore User                     | 79 %               |                    |                    |                    |
| Datormagazin                       | 8/1                |                    | 7/10               |                    |
| The Games Machine                  | 73 %               |                    |                    |                    |
| Zzap!64                            | 76 %               |                    | 76 %               |                    |
| Zero                               | 75 %               |                    |                    |                    |
| The Australian Commodore and Amiga | 77 %               |                    | 77 %               |                    |
| PC Leisure                         |                    |                    |                    | [ 18 ]             |

Ряд обзоров сошлись в том, что игра увлекательна, в неё стоит играть и у Atomix есть образовательный потенциал. Также была отмечена низкая реиграбельность.
Журнал Amiga Format в мае 1990 года опубликовал обзор ранней пред-релизной версии игры. Это была почти законченная версия, в которой не хватало звукового сопровождения. По словам автора обзора Энди Смита, игра взяла пару идей известных головоломок и модифицировала их. Было отмечено, что все 30 уровней после первого прохождения превращаются в обязательную рутину, а количества уровней мало. Критики журналов The Game Machine вместе с Amiga Format заметили, что дизайн игры уже использовался в таких играх, как XOR от компании Logotron и Leonardo от Entertainment International.
Согласно обзору в журнале CU Amiga, игра имеет простую графику, но вместе с тем у неё низкий порог вхождения. Критик журнала Commodore Format подробно описал положительные и отрицательные стороны Atomix, в число первых вошли аккуратная графика, плавное управление, наличие нескольких музыкальных треков, чрезвычайная увлекательность игры, возможность сохранять на диск достижения и возможность настройки игры, что амортизирует её минусы. К последним были причислены низкая реиграбельность, повторяемость основного музыкального трека и бесполезность игры для двух игроков.
Журналисты ZZap! независимо оценили Amiga и Commodore 64 версии игры, где отметили, что игра имеет унылую и повторяемую графику, но при этом она подходит для жанра головоломки. Согласно обзорам журнала, игра быстро увлекает своими задачами, имеет недостаточное количество уровней и является хорошей небольшой игрой-головоломкой.
Обозреватель Сандра Вогел в Amiga Computing опубликовала подробный обзор геймплея игры и в нём отметила хорошее звуковое оформление. Недостатками, по её мнению, является графика (но это простительно для головоломки) и необходимость повторного прохождения уровней в случае проигрыша.
Как выразил свое мнение Тони Дилон в последнем из своих обзоров игры в журнале ACE, всё гениальное просто, но не всё, что просто — гениально, и Atomix в этом смысле где-то посреди этих двух крайностей.
В ретроспективе игра рассматривается как одна из очень интересных головоломок, которая базируется на реальных химических процессах.

## Влияние

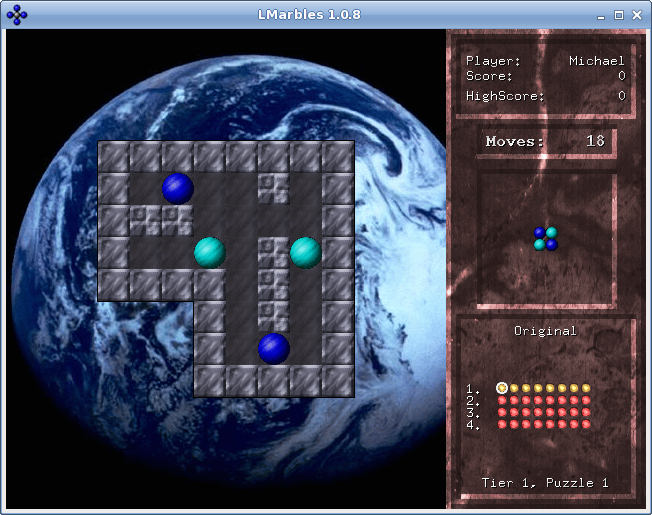
lMarbles

Известно о появлении в последующем ряда игр на основе Atomix, имеющих аналогичную игровую механику. Эти игры отличались интерфейсом и платформой распространения, а также могли иметь другой набор уровней. На платформе ZX Spectrum в 1990 и 1991 году вышли клоны на чешском языке (Atomix и Atomix II: Hexagonia)
. Для второго из них была решена проблема переигрывания, когда игрок мог с помощью пароля, полученного при прохождении, начинать игру с соответствующего уровня. В 1992 году вышел коммерческий клон Atomania.
В 2004 году вышел клон Atomix 2004 под Windows, повторяющий игровую механику и уровни оригинала. В 2006 году вышел клон на платформе Enterprise 128, написанный Зольтанам Поважаим (венг. Zoltán Povázsay) на венгерском языке. Для Atari Jaguar в 2006 и 2009 годах были выпущены клоны игры под названиями Atomic и Atomic Reloaded. Для второго из них была введена онлайновая система учёта рекордов игроков.
Свободными клонами Atomix являются игры KAtomic (входит в набор игр KDE Games) и LMarbles.

## В информатике
Игровая механика Atomix исследовалась в вопросах теории вычислительной сложности, где было показано, что проблема, предлагаемая игрой (на произвольном поле n×n), обладает свойством PSPACE-полноты. Также показано, что оптимальные решения головоломки экспоненциально длинные.
Отдельно рассматривались эвристические подходы и решения головоломки на основе алгоритмов A*, IDA*, двунаправленного и обратного поиска. Согласно результатам анализа, сложность Atomix находится между сложностями таких игр, как Игра в 15 и Sokoban. У Atomix длина решения меньше, но количество ветвлений существенно больше, чем в «Игра в 15», а количество состояний намного больше, чем в Sokoban.